# Изотово-Боброво
Изотово-Боброво, Изотово Боброво. — опустевшая деревня в Себежском районе Псковской области России. Входит в состав сельского поселения Себежское. Фактически урочище.

## География
Находится на юго-западе региона, в северной части района около озера Чепелевское.
Уличная сеть не развита.

## История
В 1941—1944 гг. местность находилась под фашистской оккупацией войсками Гитлеровской Германии.
До 1995 года деревня входила в Томсинский сельсовет. Постановлением Псковского областного Собрания депутатов от 26 января 1995 года все сельсоветы в Псковской области были переименованы в волости и деревня стала частью Томсинской волости.
В 2010 году Томсинская волость, вместе с Изотово-Боброво и другими населёнными пунктами, была влита в состав нового муниципального образования «сельское поселение Себежское».

## Население
| 2001 | 2002 | 2010 |
| ---- | ---- | ---- |
| 5    | ↘0   | →0   |

## Инфраструктура
Было личное подсобное хозяйство.
Селение входило в Себежское благочиние Псковской епархии.
В XXI веке сохранилась деревянная часовня, недействующая, выстроенная приблизительно между 1830—1850.

## Транспорт
Деревня доступна по просёлочным дорогам
Автомобильная дорога общего пользования местного значения (идентификационный номер), протяжённостью.